# رزاق أباد (فشارود)
رزاق أباد (بالفارسية: رزق‌آباد) هي مستوطنة تقع في إيران في قسم فشارود الريفي.